# Christopher Samba
Christopher Veijeany Samba (Créteil, 28 marzo 1984) è un ex calciatore della Repubblica del Congo, di ruolo difensore.

## Caratteristiche tecniche
È un difensore centrale lento e roccioso, molto forte sui colpi di testa sia in difesa che in occasione di calci da fermo.

## Carriera

### Club
Samba, nato in Francia ma di nazionalità congolese della Repubblica del Congo, iniziò la sua carriera nel Rouen, per poi passare al Sedan e successivamente all'Hertha Berlino. Nel gennaio 2007 fu invitato da Mark Hughes a fare un provino per il Blackburn. Fu accettato e firmò, il 25 gennaio 2007 un contratto di tre anni e mezzo da 400.000 sterline all'anno. Debutta in FA Cup con la sua nuova maglia in Blackburn Rovers-Luton Town, conclusasi con una vitoria della compagine casalinga per 4-0. Gioca la sua prima partita in Premier League con la maglia dei Rovers contro il Chelsea il 31 gennaio 2007, subentrato a Ryan Nelsen al 69'. La sua prima partita da titolare è Blackburn-Sheffield United (2-1), giocata il 3 febbraio 2007, e il suo primo gol con i Rovers (di testa) è il 17 marzo 2007 in casa contro il West Ham.
Il 22 ottobre 2007 il Blackburn annuncia il prolugamento del contratto del giocatore fino al 2012. Il 24 febbraio 2012 lascia il club inglese per trasferirsi in Russia all'Anži per una cifra intorno agli 8 milioni di euro. Il 31 gennaio 2013 lascia il club russo per tornare in Inghilterra al QPR per una cifra intorno ai 12,5 milioni di sterline (15 milioni di euro con un ingaggio di 100.000 euro a settimana) con una clausola rescissoria di 10 milioni nel caso in cui il club fosse retrocesso. A fine stagione il QPR retrocede. Il 6 luglio 2013 viene riacquistato dall'Anži, che paga la sua clausola rescissoria. Il giocatore firma con i russi un contratto fino al 30 giugno 2017, ma il 29 agosto 2013, in seguito all'epurazione del club di Machačkala, si trasferisce alla Dinamo Mosca, che paga il calciatore 8,8 milioni.

## Statistiche

### Presenze e reti nei club
Statistiche aggiornate al 30 maggio 2021.
| Stagione                | Squadra                 | Campionato              | Campionato | Campionato | Coppe nazionali | Coppe nazionali | Coppe nazionali | Coppe continentali | Coppe continentali | Coppe continentali | Altre coppe | Altre coppe | Altre coppe | Totale | Totale |
| Stagione                | Squadra                 | Comp                    | Pres       | Reti       | Comp            | Pres            | Reti            | Comp               | Pres               | Reti               | Comp        | Pres        | Reti        | Pres   | Reti   |
| ----------------------- | ----------------------- | ----------------------- | ---------- | ---------- | --------------- | --------------- | --------------- | ------------------ | ------------------ | ------------------ | ----------- | ----------- | ----------- | ------ | ------ |
| 2003-2004               | Sedan                   | L2                      | 3          | 0          | CF+CdL          | 0+0             | 0+0             | -                  | -                  | -                  | -           | -           | -           | 3      | 0      |
| 2005-2006               | Hertha Berlino          | BL                      | 12         | 0          | CG              | 2               | 0               | CU                 | 5                  | 0                  | CdL         | -           | -           | 19     | 0      |
| 2006-gen. 2007          | Hertha Berlino          | BL                      | 8          | 0          | CG              | 1               | 0               | CU                 | 1                  | 0                  | Int.+CdL    | 1+2         | 0+0         | 13     | 0      |
| Totale Hertha Berlino   | Totale Hertha Berlino   | Totale Hertha Berlino   | 20         | 0          |                 | 3               | 0               |                    | 6                  | 0                  |             | 3           | 0           | 32     | 0      |
| gen.-giu. 2007          | Blackburn               | PL                      | 14         | 2          | FACup+CdL       | 5+0             | 0+0             | -                  | -                  | -                  | -           | -           | -           | 19     | 2      |
| 2007-2008               | Blackburn               | PL                      | 33         | 2          | FACup+CdL       | 1+3             | 0+0             | CU                 | 2                  | 0                  | Int.        | 2           | 1           | 41     | 3      |
| 2008-2009               | Blackburn               | PL                      | 35         | 2          | FACup+CdL       | 3+1             | 1+0             | -                  | -                  | -                  | -           | -           | -           | 39     | 3      |
| 2009-2010               | Blackburn               | PL                      | 30         | 4          | FACup+CdL       | 0+3             | 0+0             | -                  | -                  | -                  | -           | -           | -           | 33     | 4      |
| 2010-2011               | Blackburn               | PL                      | 33         | 4          | FACup+CdL       | 1+2             | 0+0             | -                  | -                  | -                  | -           | -           | -           | 36     | 4      |
| 2011-gen. 2012          | Blackburn               | PL                      | 16         | 2          | FACup+CdL       | 0+1             | 0+0             | -                  | -                  | -                  | -           | -           | -           | 17     | 2      |
| Totale Blackburn Rovers | Totale Blackburn Rovers | Totale Blackburn Rovers | 161        | 16         |                 | 20              | 1               |                    | 2                  | 0                  |             | 2           | 1           | 185    | 18     |
| gen.-giu. 2012          | Anži                    | PL                      | 10         | 1          | KR              | 0               | 0               | -                  | -                  | -                  | -           | -           | -           | 10     | 1      |
| 2012-gen. 2013          | Anži                    | PL                      | 17         | 2          | KR              | 0               | 0               | UEL                | 12                 | 1                  | -           | -           | -           | 29     | 3      |
| gen.-giu. 2013          | QPR                     | PL                      | 10         | 0          | FACup+CdL       | 0+0             | 0+0             | -                  | -                  | -                  | -           | -           | -           | 10     | 0      |
| ago. 2013               | Anži                    | PL                      | 5          | 1          | KR              | 0               | 0               | UEL                | -                  | -                  | -           | -           | -           | 5      | 1      |
| Totale Anzi             | Totale Anzi             | Totale Anzi             | 32         | 4          |                 | 0               | 0               |                    | 12                 | 1                  |             | -           | -           | 44     | 5      |
| 2013-2014               | Dinamo Mosca            | PL                      | 10         | 2          | KR              | 1               | 0               | -                  | -                  | -                  | -           | -           | -           | 11     | 2      |
| 2014-2015               | Dinamo Mosca            | PL                      | 24         | 4          | KR              | 0               | 0               | UEL                | 13                 | 2                  | -           | -           | -           | 37     | 6      |
| 2015-2016               | Dinamo Mosca            | PL                      | 4          | 0          | KR              | 0               | 0               | -                  | -                  | -                  | -           | -           | -           | 4      | 0      |
| Totale Dinamo Mosca     | Totale Dinamo Mosca     | Totale Dinamo Mosca     | 38         | 6          |                 | 1               | 0               |                    | 13                 | 2                  |             | -           | -           | 52     | 8      |
| 2016-2017               | Panathīnaïkos           | SLE                     | 2          | 0          | KE              | 0               | 0               | UEL                | 4                  | 0                  | -           | -           | -           | 6      | 0      |
| 2017-2018               | Aston Villa             | FLC                     | 12         | 1          | FACup+CdL       | 0+2             | 0+0             | -                  | -                  | -                  | -           | -           | -           | 14     | 1      |
| Totale carriera         | Totale carriera         | Totale carriera         | 278        | 27         |                 | 26              | 1               |                    | 37                 | 3                  |             | 5           | 1           | 346    | 32     |